# 4824 Страдониці
4824 Страдониці (4824 Stradonice) — астероїд головного поясу, відкритий 25 листопада 1986 року.
Тіссеранів параметр щодо Юпітера — 3,589.